# Willem Meindert Willemsen
Willem Meindert Willemsen (Amsterdam, 19 november 1915 - overlijden onbekend) was een Nederlandse collaborateur. Naar eigen zeggen was hij anti-joods geworden na negatieve zakelijke ervaringen in de fietsenzaak van zijn vader. Hij woonde in 1943 in de Zaanenstraat 63 te Haarlem, waar hij als wachtmeester bij de zogeheten Inlichtingendienst van de Staatspolitie op het Nassauplein in Haarlem als jodenjager werkte. Samen met Pieter Johan Faber behoorde hij tot de meest beruchte jodenjagers van Nederland. Daarnaast waren Willemsen, Faber en Harm Jurrie Smit verantwoordelijk voor het oprollen van de illegale Vrij Nederland-groep te Haarlem eind 1943. De ene arrestatie leidde tot de volgende. De Haarlemse Staatspolitie doorkruiste heel Nederland om alle 'tips' persoonlijk na te gaan. Zo voerden Willemsen, Faber (en een onbekende derde Haarlemse agent) op 30 september 1943 een razzia uit in Laren (NH) waar bij de joodse pensionhouder Ies Bleekrode aan de Hein Keverweg 1 die avond 29 ondergedoken joodse Nederlanders werden gearresteerd. Slechts twee wisten te ontkomen. 
Op 25 oktober 1944 werd er een aanslag op Willemsen gepleegd door Hannie Schaft en Cor Rusman, maar hij overleefde die.

## Veroordeling
Op 22 september 1947 werd Willemsen door het Bijzonder Gerechtshof te Amsterdam ter dood veroordeeld. 
Toen de 32-jarige Willemsen in januari 1948 door hetzelfde Bijzondere Gerechtshof in een andere zaak gehoord werd, vloog de boomlange Willemsen over de tafel en greep de president, mr. M. van Vugt, naar de keel. Hij werd al snel door de toesnellende parketwachten overmeesterd.

Willemsen ging tegen het vonnis in beroep. De Bijzondere Raad van Cassatie liet een psychiatrisch onderzoek uitvoeren, maar daaruit bleek geen verminderde toerekeningsvatbaarheid. Op 13 oktober 1948 werd Willemsen door de Bijzondere Raad van Cassatie wederom ter dood veroordeeld. In april 1949 kreeg hij bij Koninklijk Besluit (d.w.z. van koningin Juliana) gratie en werd zijn straf omgezet in levenslang. Uit het arrest blijkt dat Willemsen meer dan 100 mensen arresteerde, waarvan er 56 de dood vonden. Onduidelijk is wanneer Willemsen is vrijgelaten en wanneer hij is overleden. Hij schijnt voor het laatst te hebben verbleven in Hamburg. 